# Leukeun
Leukeun is een bestuurslaag in het regentschap Aceh Barat van de provincie Atjeh, Indonesië. Leukeun telt 434 inwoners (volkstelling 2010).